# 上皮卡第TGV站
上皮卡第TGV站是法国北部的一个高速铁路车站，位于法國上法兰西大区境内。

## 位置
上皮卡第TGV站位于法国北部，索姆省境内，紧邻法国国家A1号高速公路，因地处上皮卡第工业园区而得名。车站大致呈南北走向，开口朝西。南侧与法国国家A29号高速公路相连，北侧则为省道D1029线。车站位于亚眠与圣康坦两市之间，其车程均在45分钟左右，有摆渡大巴车连接两城。

## 停靠线路
以下列车线路在上皮卡第TGV站停靠：
| 上皮卡第TGV站列车线路表                   |       |            |                            |              |
| 线路                                      | 车种  | 上一站     | 下一站                     | 大致运行频率 |
| 佩皮尼昂/蒙彼利埃/尼斯/马赛—布鲁塞尔/里尔 | TGV   | 戴高乐机场 | 阿拉斯/里尔欧洲            | 每天4趟左右  |
| 斯特拉斯堡—里尔/布鲁塞尔                  | TGV   | 戴高乐机场 | 阿拉斯/里尔欧洲            | 每天3趟左右  |
| 波尔多—里尔                               | TGV   | 戴高乐机场 | 阿拉斯/里尔欧洲/里尔佛兰德 | 每天4趟左右  |
| 雷恩/南特—里尔                            | TGV   | 戴高乐机场 | 里尔欧洲                   | 每天3趟左右  |
| 南特—图尔宽                               | Ouigo | 戴高乐机场 | 图尔宽                     | 每天1趟      |
| 波尔多—图尔宽                             | Ouigo | 戴高乐机场 | 图尔宽                     | 每天1趟      |
| 里昂—图尔宽                               | Ouigo | 戴高乐机场 | 图尔宽                     | 每天1趟      |
| 1. 2.                                     |       |            |                            |              |

## 配套交通

### 大巴车
上皮卡第TGV站对应的大巴车上下车地点位于车站前方的广场上，SNCF提供该站直达亚眠和圣康坦两地的大巴车，发车时间基本上能衔接上皮卡第TGV站列车的到达时刻，车票可与TGV车票联程购买。

### 市区公交
上皮卡第TGV站附近暂无城市公共交通线路。

## 临近车站
| 上皮卡第TGV站（Gare TGV Haute-Picardie）                               |                  |                                                                  |
| 上行车站                                                               | 线路             | 下行车站                                                         |
| 巴黎北站←……←维利耶勒贝勒站←（正线）↖ 戴高乐机场2号航站楼站←（联络线）↙ | 法国高速铁路北线 | ↗（联络线）→阿拉斯站 ↘（正线）→↗里尔欧洲站 ↘（英国、比利时方向） |
| - 注：灰色字体为非本线车站或路段。本表仅显示运营中的线路及车站         |                  |                                                                  |